# Gonzalo Najar
Gonzalo Joaquín Najar (27 november 1993) is een Argentijns wielrenner die anno 2018 rijdt voor Sindicato de Empleados Públicos de San Juan.

## Carrière
In 2017 werd Najar vierde op het nationale kampioenschap tijdrijden. Twee dagen later won hij de wegwedstrijd door solo als eerste over de finish te komen.
In 2018 won hij de vijfde etappe in de Ronde van San Juan, door bergop solo als eerste over de finish te komen. Bijna twee minuten later werd Óscar Sevilla tweede. Door zijn overwinning nam hij de leiderstrui over van Filippo Ganna. In de overige twee etappes verdedigde hij zijn leidende positie met succes, waardoor hij Bauke Mollema opvolgde op de erelijst.
Bij een dopingcontrole na de 5e etappe in de Ronde van San Juan 2018 testte Najar positief op Cera. 
In december van hetzelfde jaar kreeg hij een schorsing van 4 jaar. Deze schorsing is van kracht van 15 januari 2018 tot minstens 2 mei 2022. Ook zijn ploeg kreeg een schorsing, van 15 januari 2019 tot 1 maart 2019.

## Overwinningen
2017
 Argentijns kampioen op de weg, Elite
2018
5e etappe Ronde van San Juan
Eindklassement Ronde van San Juan

## Ploegen
- 2016 –  Sindicato de Empleados Públicos de San Juan
- 2017 –  Sindicato de Empleados Públicos de San Juan
- 2018 –  Sindicato de Empleados Públicos de San Juan

Álvarez · Barrientos · Biondo · Díaz · Dotti · Ibarra · Javier · Muller · Najar · Olmos · Pérez · Quiroga · Rodríguez · Silva · Toloza